# Idaea onca
Idaea onca är en fjärilsart som beskrevs av Druce 1892. Idaea onca ingår i släktet Idaea och familjen mätare. Inga underarter finns listade i Catalogue of Life.